# Collaborateur parlementaire en France
En France, le collaborateur parlementaire, aussi appelé attaché parlementaire ou assistant parlementaire, est une personne travaillant dans une institution parlementaire auprès d'un élu ou d'un groupe politique.

## Histoire
La fonction de collaborateur parlementaire a été créée en France en 1975, par Edgar Faure à la suite d'un voyage aux États-Unis et de la visite du Congrès américain où le parlementaire bénéficie d'un « staff » et de moyens financiers et matériels considérables. Avant cette date, le député français bénéficiait d'une enveloppe lui permettant de bénéficier d'un secrétariat particulier ou d'utiliser les services d'un secrétariat collectif organisé au sein des groupes politiques.
Cette décision est l'aboutissement d'un long processus de maturation. Dès le début du XIXe siècle, les députés disposent de secrétaires particuliers qu'ils rémunèrent eux-mêmes. Sous la IIIe République, ces derniers se recrutent notamment chez les plumitifs de presse. Cette activité est par nature ponctuelle et intermittente. Elle permet de compléter le plus souvent la rémunération offerte par un emploi principal. Pour autant, la profession tend à se structurer. En 1910 est créée l'Association des publicistes et secrétaires parlementaires.
Aujourd'hui, les parlementaires, députés sur les bancs de l'Assemblée nationale et sénateurs dans les fauteuils du Sénat, disposent d'une enveloppe mensuelle, appelée crédit collaborateur, permettant de rémunérer jusqu'à cinq salariés de droit privé en contrat à durée indéterminée ou à durée déterminée dans le cas d'un remplacement ou d'une mission ponctuelle. Selon l'Association de lutte et de prévention contre les abus de gestion dans les administrations publiques (ALPAGA), la faiblesse du statut de collaborateur parlementaire serait porteur de risque pénal en cas d'emploi de proches par un parlementaire.
Le collaborateur parlementaire est un salarié d'un ou plusieurs parlementaires (577 à l'Assemblée, 348 au Sénat), d'un groupe parlementaire (une centaine de salariés pour huit groupes à l'Assemblée), d'un président de commission permanente (huit commissions à l'Assemblée nationale, sept au Sénat) ou du cabinet du Président (13 personnes plus 17 de droit public) ou des vice-présidents de la chambre parlementaire.
À l'Assemblée nationale, si l'élu signe un mandat de gestion, c'est le service de la gestion financière et sociale qui gère ce crédit pour le compte de l'employeur. A défaut, la gestion est directe. Au Sénat, pour les parlementaires comme pour les groupes, c'est une association de gestion qui assure l'établissement des fiches de paye et les différentes obligations liées au contrat de travail : l'Association pour la gestion des assistants de sénateurs (AGAS).
Sur le même principe, les 705 députés européens siégeant au Parlement européen, à Bruxelles et à Strasbourg, disposent également d'une enveloppe parlementaire leur permettant de recruter des assistants parlementaires. Ces assistants sont de deux types : assistants parlementaires accrédités (ou « APA ») effectuant leur travail au sein même du Parlement, et assistants locaux, basés dans la circonscription d'élection de leur député.

## Rôle
Le travail du collaborateur parlementaire est extrêmement variable, notamment en fonction du profil et des attentes du parlementaire.
Néanmoins, ce travail recouvre le plus souvent une fonction administrative liée à la gestion des relations en rapport avec le mandat du député, comme les responsables associatifs et politiques, les responsables économiques et syndicaux, les élus locaux, les citoyens et militants de la circonscription.
Dans certains cas, cela peut se rapprocher, a minima, d'un travail de secrétariat particulier ou d'assistanat de direction : rédiger et suivre le courrier et les mails, répondre aux sollicitations téléphoniques, gérer l'agenda, etc.
De manière plus courante, le métier consiste en un travail légistique : rédaction de discours ou d'interventions politiques pour la commission ou la séance, rédaction de notes, travail sur les textes de loi ou encore préparation d'amendements.
Certains collaborateurs ont une fonction plus spécifiquement liée à la communication ou aux relations avec la presse : rédiger des discours ou des communiqués de presse, actualiser un site internet, écrire et suivre la réalisation du journal ou de la lettre parlementaire, animer les réseaux sociaux sur internet, etc.
Il peut y avoir aussi la coordination entre les deux aspects du travail du député : dans ses dimensions locales ou nationales mais aussi du conseil politique.
Le collaborateur peut également représenter le parlementaire lors de manifestations avec d'autres élus ou responsables institutionnels.
Le collaborateur peut être basé à Paris (un tiers des effectifs), en circonscription ou plus rarement effectuer des allers-retours. C'est un métier plutôt féminin (60 % de femmes pour l'Assemblée nationale selon les chiffres donnés par la Questure). Il peut être à temps partiel et travailler à la fois pour deux députés, deux sénateurs ou un député et un sénateur.
Compte tenu du degré de proximité avec l'élu et de la nécessaire discrétion du collaborateur, il est parfois recruté dans l'entourage direct de l'élu, militant par exemple.
On distingue trois profils de collaborateurs parlementaires : le technicien, issu de grandes écoles, de facultés, d'instituts d'études politiques, etc. Il est diplômé et parfois même sur-diplômé (deux masters ou un doctorat). Le militant connaît, généralement, parfaitement les réseaux politiques, partisans et médiatiques locaux ou nationaux. Le troisième est hybride, à l'intersection des deux autres profils.
Il y a une véritable tendance à la professionnalisation avec plusieurs masters spécifiques.
Depuis 2017, une fiche-métier type et personnalisable, rédigée par les syndicats de collaborateurs parlementaires et l'association des députés employeurs, est proposée à la signature du contrat de travail.

## Statut
Après l'affaire Fillon et les lois pour la confiance dans la vie politique, le statut des collaborateurs devient encadré.
Les députés et les sénateurs peuvent employer sous contrat de droit privé des collaborateurs qui les assistent dans l'exercice de leurs fonctions et dont ils sont les employeurs directs. Les députés et les sénateurs bénéficient à cet effet d'un crédit affecté à la rémunération de leurs collaborateurs. Le bureau de chaque assemblée définit les conditions d'emploi des collaborateurs parlementaires. Les députés et les sénateurs définissent les tâches confiées à leurs collaborateurs et en contrôlent l'exécution. Le bureau de chaque assemblée s'assure de la mise en œuvre d'un dialogue social entre les représentants des parlementaires employeurs et les représentants des collaborateurs parlementaires.
Dès lors qu'ils en sont informés, les parlementaires avisent le bureau de leur assemblée des fonctions exercées par leurs collaborateurs au sein d'un parti ou d'un groupement politique. Ces fonctions doivent être déclarées auprès de la HATVP. Le cumul d'une collaboration parlementaire avec une activité au profit d'une structure de représentation d'intérêts telle que recensée auprès de la HATVP est proscrite.
Il est interdit à un député ou à un sénateur d'employer en tant que collaborateur parlementaire :
- Son conjoint, partenaire lié par un pacte civil de solidarité ou concubin ;
- Ses parents ou les parents de son conjoint, partenaire lié par un pacte civil de solidarité ou concubin ;
- Ses enfants ou les enfants de son conjoint, partenaire lié par un pacte civil de solidarité ou concubin.

Le député ou le sénateur informe sans délai le bureau et l'organe chargé de la déontologie parlementaire de l'assemblée à laquelle il appartient du fait qu'il emploie comme collaborateur :
- Son frère ou sa sœur, ou le conjoint, partenaire lié par un pacte civil de solidarité ou concubin de celui-ci ou celle-ci ;
- L'enfant de son frère ou de sa sœur, ou le conjoint, partenaire lié par un pacte civil de solidarité ou concubin de cet enfant ;
- Son ancien conjoint, la personne ayant été liée à lui par un pacte civil de solidarité ou son ancien concubin
- Une personne ayant un lien familial avec un autre député ou sénateur[6]…

Les syndicats de collaborateurs parlementaires ont plaidé de 2012 à 2017 pour la création d’un véritable statut du collaborateur et que dans le cadre d’une fin de mandat, leur licenciement soit requalifié en licenciement pour motif économique. Cependant la loi de 2017 prévoit que la cessation du mandat du parlementaire constitue un motif spécifique de licenciement du collaborateur reposant sur une cause réelle et sérieuse. L'ancien député ou sénateur notifie le licenciement à son collaborateur après un délai minimal de cinq jours francs, qui court à compter du lendemain du dernier jour du mandat.

## Rémunérations
À l'Assemblée nationale, le député bénéficie de 11.118 € de « crédit collaborateur » pour rémunérer jusqu'à 5 collaborateurs depuis le 1er juillet 2023. C'est l'Assemblée nationale qui paie les cotisations sociales patronales.
Au 1er janvier 2019, il y avait 2.064 contrats de travail pour 2.004 collaborateurs (contre 1,838 collaborateurs au 1er janvier 2018, dont 52 % de femmes).
Au 30 septembre 2019, 88,90% des contrats étaient à durée indéterminée (CDI).
27 % des collaborateurs avaient un statut de cadre au 1er janvier 2019. Ce taux est passé à 38,37 % au 30 septembre 2019, soit 797 contrats. Les contrats de non cadres représentent 62,63 % (1.280 contrats).
La rémunération horaire brute médiane est de 18,85 € au 1er janvier 2018. Au 30 septembre 2019, le salaire net moyen s’établit à 2.185,19€ (2.945,95€ net moyen pour les salariés cadres en CDI). Au 30 septembre 2019, 20% des salaires bruts mensuels étaient inférieurs à 1.473,06€.
Au 30 septembre 2019, 51,06% des contrats mentionnent l’Assemblée nationale comme lieu de travail, et 48,94% les circonscriptions.
Un premier accord collectif sur le statut des collaborateurs parlementaires a été signé entre trois organisations syndicales et l’association représentant les députés le 24 novembre 2016 pour une entrée en vigueur le 1er mars 2017. Un deuxième accord collectif, portant sur les critères de reconnaissance de la qualité de cadre et définissant une fiche-métier type, a été signé en novembre 2018.
Au Sénat, le crédit mensuel collaborateur est de 8 696,95 € brut, et il existe un encadrement plus fort : un salaire minimum de 1 862,51 € brut de base par collaborateur à temps plein. Le salaire maximum versé à un collaborateur ne peut excéder les deux tiers de l’enveloppe. Un seul collaborateur ayant des liens de parenté avec le sénateur qui l’emploie est admis. Dans cette hypothèse, le salaire est encadré au tiers de la dotation.

## Liste d'anciens collaborateurs parlementaires

### Anciens collaborateurs célèbres
Personnalités politiques (par ordre alphabétique) :
- Damien Abad, collaborateur parlementaire du groupe Union pour la démocratie française et du groupe Nouveau Centre à l’Assemblée nationale entre 2006 et 2009
- Jordan Bardella, assistant parlementaire de Jean-François Jalkh au Parlement européen en 2015
- Alexandre Basquin, collaborateur parlementaire d’Éric Bocquet de 2011 à 2024.
- Olivier Besancenot, assistant parlementaire d’Alain Krivine au Parlement européen entre 1999 et 2000
- Christophe Béchu, collaborateur parlementaire de Marc Laffineur à l’Assemblée nationale entre 1998 et 2000
- Xavier Bertrand, collaborateur parlementaire de Jacques Braconnier au Sénat entre 1987 et 1992
- Brigitte Bourguignon, collaboratrice parlementaire entre 2000 et 2003
- Éric Ciotti, collaborateur parlementaire de Christian Estrosi à l’Assemblée nationale entre 1988 et 1992
- Gérald Darmanin, assistant parlementaire de Jacques Toubon au Parlement européen entre 2005 et 2007
- Olivier Dussopt, collaborateur parlementaire de Michel Teston au Sénat entre 2002 et 2006
- Myriam El Komri, collaboratrice parlementaire de Daniel Vaillant à l’Assemblée nationale jusqu’en 2014
- Marc Fesneau, collaborateur parlementaire de Jacqueline Gourault au Sénat en 2001
- François Fillon, collaborateur parlementaire de Joël Le Theule à l’Assemblée nationale entre 1976 et 1978
- Benoît Hamon, collaborateur parlementaire de Pierre Brana à l’Assemblée nationale entre 1991 et 1993
- Marylise Lebranchu, collaboratrice parlementaire de Marie Jacq à l’Assemblée nationale entre 1978 et 1993
- Sébastien Lecornu, collaborateur parlementaire de Franck Gilard et Bruno Le Maire à l’Assemblée nationale entre 2005 et 2009
- Françoise de Panafieu, collaborateur parlementaire de François Missoffe à l’Assemblée nationale entre 1973 et 1974
- Jean-Vincent Placé, collaborateur parlementaire de Michel Crépeau à l’Assemblée nationale entre 1995 et 1999
- Étienne Pinte, collaborateur parlementaire d'Alain Peyrefitte à l’Assemblée nationale en 1961
- Jean-Luc Romero, collaborateur parlementaire de Pierre-Rémy Houssin, Jean-Marie Demange et Guy Drut à l’Assemblée nationale entre 1986 et 2000
- Fabien Roussel, collaborateur parlementaire de Jean-Jacques Candelier à l’Assemblée nationale entre 2009 et 2014
- François de Rugy, collaborateur parlementaire du groupe radical, citoyen et vert à l’Assemblée nationale entre 1997 et 2002
- Jean-Philippe Tanguy, collaborateur parlementaire de Nicolas Dupont-Aignan à l’Assemblée nationale entre 2012 et 2020
- André Vallini, collaborateur parlementaire de Gisèle Halimi à l’Assemblée nationale entre 1981 et 1984
- Manuel Valls, collaborateur parlementaire de Robert Chapuis à l’Assemblée nationale entre 1983 et 1986

### Anciens collaborateurs parlementaires élus:XIVelégislature
Par ordre alphabétique :
- Benoist Apparu, ancien collaborateur parlementaire de Bruno Bourg-Broc
- Jean-Pierre Balligand,
- Delphine Batho, ancienne collaboratrice parlementaire de Julien Dray
- Xavier Bertrand, ancien collaborateur parlementaire de Jacques Braconnier
- Véronique Besse, ancienne collaboratrice parlementaire de Bruno Retailleau entre 1994 et 1997, et de Philippe de Villiers entre 1997 et 2004
- Gisèle Biémouret, ancienne collaboratrice parlementaire de Yvon Montané
- Erwann Binet, ancien collaborateur parlementaire de Louis Mermaz
- Patrick Bloche, ancien collaborateur parlementaire de Ghislaine Toutain et de Jean-Marie Bockel
- Claude Bodin, ancien collaborateur parlementaire d'Yvon Briant
- Philippe Briand, ancien collaborateur parlementaire d'André-Georges Voisin
- Jérôme Chartier,
- Jacqueline Chevé, ancienne collaboratrice parlementaire de Didier Chouat
- Éric Ciotti, ancien collaborateur parlementaire de Christian Estrosi
- Stéphane Claireaux, ancien collaborateur parlementaire d'Annick Girardin
- Sergio Coronado, ancien collaborateur parlementaire de Noël Mamère
- Virginie Duby-Muller, ancienne collaboratrice parlementaire de Claude Birraux et de Marc Francina entre 2003 et 2007
- Laurence Dumont,
- Olivier Dussopt, ancien collaborateur parlementaire de Michel Teston
- Corinne Erhel, ancienne collaboratrice parlementaire d'Alain Gouriou
- Christian Estrosi,
- Christophe Guilloteau, ancien collaborateur parlementaire de Jean Besson
- Benoît Hamon, ancien collaborateur parlementaire de Pierre Brana
- Jean-Philippe Maurer,
- Barbara Pompili, ancienne collaboratrice parlementaire d'Yves Cochet
- François de Rugy, ancien secrétaire général adjoint du groupe radical, citoyen et vert (RCV)
- Bruno Sandras,
- Catherine Troendle, ancienne collaboratrice parlementaire de Jean Ueberschlag
- Alex Türk,
- Manuel Valls, ancien collaborateur parlementaire de Robert Chapuis entre 1983 et 1986
- Patrice Verchère

### Anciens collaborateurs parlementaires élus:XIIIelégislature
Par ordre alphabétique :
- Benoist Apparu
- Delphine Batho
- Patrick Beaudouin,
- Véronique Besse
- Gisèle Biémouret
- Jean-Pierre Balligand,
- Patrick Bloche, ancien collaborateur parlementaire de Ghislaine Toutain et de Jean-Marie Bockel
- Claude Bodin,
- Philippe Briand,
- Jérôme Chartier,
- Jacqueline Chevé, ancienne collaboratrice parlementaire de Didier Chouat
- Éric Ciotti
- Virginie Duby-Muller
- Olivier Dussopt
- Laurence Dumont,
- Corinne Erhel, ancienne collaboratrice parlementaire d'Alain Gouriou
- Christian Estrosi,
- Christophe Guilloteau
- Jean-Philippe Maurer
- Françoise de Panafieu, ancienne collaboratrice parlementaire de François Missoffe entre 1970 et 1973
- Éric Raoult,
- François de Rugy
- Bruno Sandras,
- Catherine Troendle,
- Alex Türk,
- Manuel Valls,
- Patrice Verchère

### Anciens collaborateurs, travaillant dans les médias et autres professions
- Basile de Koch, frère de Karl Zéro
- Tristan Mendès France, ancien collaborateur parlementaire de Michel Dreyfus-Schmidt entre 1998 et 2008
- Éric Naulleau, éditeur, chroniqueur et animateur de télévision, collaborateur parlementaire de Louis Perrein au Sénat entre 1990 et 1995
- Laurent Fontaine, producteur et animateur de télévision, collaborateur parlementaire de Henry Delisle à l’Assemblée nationale entre 1984 et 1986
- Yann Wehrling, collaborateur au parlement européen
- Jean-Pierre Maulny, géopolitologue, directeur-adjoint de l'IRIS

### Autres élus
- Anne-Marie Comparini, ancienne collaboratrice parlementaire de Raymond Barre (1978-2001)

## Le collaborateur parlementaire dans la culture
On pourra, entre autres, se référer aux œuvres suivantes pour se faire une idée de la place du collaborateur parlementaire dans la culture.

### Cinéma
Antoine (Fabrice Luchini), assistant parlementaire dans le film La Discrète (1990).

### Télévision
Samy (Xavier Lacaille),  assistant parlementaire européen dans la série Parlement.

### Littérature
Julien Sorel, secrétaire parlementaire dans Le Rouge et le Noir de Stendhal.

### Chanson
Miossec, album À prendre : L'assistant parlementaire.

#### Ouvrages
- Cadieu Pascal, Les collaborateurs politiques : statuts et missions, collection L’essentiel sur…, Territorial, Paris, 2000, 156 pages
- Guillaume Courty et collectif, Le travail de collaboration avec les élus, Michel Houdiard, 2005,  (ISBN 2-912673-43-7)
- Anonyme, L’institutionnalisation des assistants parlementaires, recherches en bibliothèque, Sénat, 09/07/2004
- Anonyme, Les assistants parlementaires, Informations Constitutionnelles et Parlementaires, 01/07/1992, no 164, pages 123-1
- Sébastien Michon, Les équipes parlementaires des eurodéputés. Entreprises politiques et rites d'institution, Windhof-Luwembourg, Larcier, coll. Etudes parlementaires, 2014.

#### Articles
- Matthieu Boisdron, "L’assistance au travail parlementaire sous la IIIe République. Une étude de cas : les deux premiers mandats de député de Joseph Paul-Boncour (1909-1914)", Enquêtes, septembre 2020.

#### Articles de presse, annuaires et revues
- Nicolas Boulet, « Être assistant parlementaire », Lemagazine.info, 09/02/2005.
- Thomas Bronnec, « Députés et … patrons », L’Express, 04/10/2004.
- Henri Saint-Amand, « Un statut pour les collaborateurs d’élus », L’Hémicycle, 30/06/2004.
- François-Xavier Lanfranchi, « Collaborateurs des élus : à quand un statut ? », L’Hémicycle, 23/06/2004.
- Thomas Bronnec, « Les dépités de l’Assemblée », L’Express, 09/10/2003.
- Nicola Di Primo, « Larbin de député : un job ingrat mais convoité », Courrier International, 02/03/2000.
- Philippe Coutand, « Les assistants parlementaires toujours en quête d’un statut », L’Hémicycle, 15/01/2003.
- Clarisse Fabre, « Une vague de licenciements frappe les assistants parlementaires des députés de gauche battus », Le Monde, 26/06/2002.
- Patrick Le Lidec, "Les députés, leurs assistants et la gestion du crédits collaborateurs", Sociologie du travail, Avril-Juin 2008, p. 147-168.
- Denis Cosnard, « Quand les assistants parlementaires se rebellent », Les Echos, 17/06/2002.
- Laurent de Boissieu, « Assistants parlementaires ; de un à cinq collaborateurs, qui exercent des tâches très variées », La Croix, 08/06/2002.
- Clarisse Fabre, « Les assistants parlementaires ne veulent plus être traités comme des employés de maison », Le Monde, 23/06/2001.
- Sébastien Michon, Les assistants parlementaires des députés européens : étude d’un groupe d’auxiliaires politiques au Parlement européen, Études européennes, Revue en ligne du Centre des Études Européennes de Strasbourg, no 4, avril 2004.
- Camby Jean-Pierre, « Le Conseil d’État et le statut des assistants parlementaires », analyse de la décision du Conseil d'État no 125211 du 21 octobre 1992, Les petites affiches-La loi, 02/04/1993, no 40, pages 11–14.
- Jean Pierre Camby : "actes parlementaires" rubrique Encyclopédie Dalloz, 2019 no 31 et s.
- Sébastien Michon, « Assistant parlementaire au Parlement européen : un tremplin pour une carrière européenne », Sociologie du travail, vol. 50, no 2, 2008, p. 169-183.
- Pascal Moreau, « Le risque pénal en matière d’embauche des collaborateurs parlementaires », Revue française de criminologie et de droit pénal, vol. 9,‎ octobre 2017 (lire en ligne)

#### Décisions jurisprudentielles
- Arrêt du Conseil d'État no 125211 du 21 octobre 1992 : incompatibilité entre un emploi de collaborateur parlementaire d'un député-maire et le statut d'adjoint de ce même maire
- Arrêt de la Chambre sociale de la Cour de cassation no 02-60567 du 18 février 2004 : statut des collaborateurs parlementaires et absence d'unité de direction
- Arrêt de la Chambre sociale de la Cour de cassation no 08-42.162 du 8 avril 2009 : Continuité d'un CDI de collaborateur parlementaire suivant une réélection
- Décision du Conseil constitutionnel no 2014-705 DC du 11 décembre 2014 (considérant 8) : Le statut des collaborateurs parlementaire n'est pas relatif au fonctionnement du Parlement